# الی ام. سولسبوری
الی ام. سولسبوری (به انگلیسی: Eli M. Saulsbury) سناتور سابق عضو حزب دموکرات ایالات متحده آمریکا بود. وی در سال ۱۸۷۱ تا ۱۸۸۹ میلادی سناتور ایالت دلاویر در سنای ایالات متحده آمریکا بود.